# David Attenborough: Una vida en nuestro planeta
David Attenborough: Una vida en nuestro planeta (en inglés: David Attenborough: A Life on Our Planet) es un documental británico de 2020, producido por WWF, Netflix y Silverback Films, narrado por David Attenborough y realizado por Alaistir Fothergill, Jonathan Hughes y Keith Scholey. La película se plantea como una «declaración de testigos», a través de la cual Attenborough comparte de primera mano su preocupación por el estado actual del planeta debido al impacto de la humanidad en la naturaleza, la preservación de la biodiversidad del planeta, y sus esperanzas para el futuro. Se estrenó en la plataforma de streaming Netflix el 4 de octubre de 2020, junto con un libro complementario A Life on Our Planet (Una vida en nuestro planeta).

## Argumento
Desde Pripiat, una zona desierta después de un desastre nuclear, Attenborough hace un repaso general de su vida. Intercalado imágenes de su carrera y de una amplia variedad de ecosistemas, narra los momentos clave de su carrera y los indicadores de cómo ha cambiado el planeta a lo largo de su vida. Cuando era niño, Attenborough disfrutaba estudiando los fósiles. Su carrera de documentalista  comenzó en la década de 1950 cuando empezó a trabajar para la BBC, una emisora británica de servicio público. Visitó lugares como el Serengeti africano, en el que los animales autóctonos necesitan vastas áreas de tierra para mantener los patrones de pastoreo. Con el tiempo, notó una disminución en la vida silvestre cuando buscaba peces, orangutanes u otros animales que buscaba como parte de sus documentales. Las zonas del Ártico o la Antártida eran diferentes a lo que el equipo de filmación esperaba debido al derretimiento de los casquetes polares. Las causas son el cambio climático antropogénico y la pérdida de biodiversidad que empujan al planeta hacia un sexto evento de extinción masiva en un periodo  período de siglos en lugar de los cientos de milenios que se acumularon hasta extinciones masivas anteriores.
Attenborough describe la película como su «declaración de testigo» y da una impresión de lo que podría sucederle al planeta en el transcurso de una vida que comienza en 2020 y dura tanto como la suya, si la actividad humana continúa sin cambios. La selva amazónica podría degradarse hasta convertirse en una sabana; el Ártico podría perder todo el hielo durante el verano; los arrecifes de coral podrían morir; la sobreexplotación del suelo podría provocar crisis alimentarias. Estos acontecimientos irreversibles provocarían extinciones masivas y agravarían aún más el cambio climático.
Sin embargo, Attenborough describe acciones que podrían prevenir estos efectos y combatir el cambio climático y la pérdida de biodiversidad. Afirma que la solución ha estado «frente a nosotros todo el tiempo. Para devolver la estabilidad a nuestro planeta, debemos restaurar su biodiversidad. La misma que hemos eliminado». Propone que sacar a los países de la pobreza, brindar una atención médica universal y mejorar la educación de las niñas haría que la creciente población humana se estabilizara antes y a un nivel más bajo. Las energías renovables como la solar, la eólica, la hídrica y la geotérmica podrían impulsar de manera sostenible todo el uso de energía humana. La protección de un tercio de las áreas costeras de la pesca permitiría que las poblaciones de peces prosperasen y la superficie restante sería suficiente para el consumo humano. Si los seres humanos cambiaran su dieta para eliminar o reducir la carne en favor de alimentos de origen vegetal podrían permitir que la tierra se utilizara de forma mucho más eficiente. Attenborough cita como buenos ejemplos la intervención gubernamental en Costa Rica que provocó el retroceso de la deforestación, las regulacione pesquera de Palaos y el mejor uso de la tierra en los Países Bajos.

## Producción
El estreno en cines estaba programado inicialmente para el 16 de abril de 2020, pero se retrasó debido a la pandemia de COVID-19. La película se estrenó el 28 de septiembre de 2020 en los cines y debutó en la plataforma de streaming Netflix el 4 de octubre. El día anterior, se lanzó un video promocional en el que se mostraba a Attenborough responder a las preguntas de los famosos.
En octubre de 2020 se publicó un libro complementario, Una vida en nuestro planeta: mi testimonio y una visión para el futuro.

## Recepción
La película recibió una recepción positiva por parte de la crítica. Patrick Cremona de Radio Times le otorgó cinco estrellas, considerándola «bastante diferente» de los trabajos anteriores de Attenborough y alabando su «mezcla» de una «condena aterradora» del trato que los seres humanos dan al mundo natural, y un «manifiesto esperanzador e inspirador» sobre cómo abordar la crisis climática. Ed Potton de The Times calificó con cuatro estrellas la representación de los animales y la «intimidad» y «autoridad» de Attenborough en su narración, pero sugirió que se podría haber mostrado más de la vida personal de Attenborough. Emma Clarke del Evening Standard calificó la película como «imprescindible». Natalia Winkelman de The New York Times elogió la «asombrosa fotografía de la naturaleza» y la yuxtaposición entre ecosistemas prósperos y moribundos